# Opius tulcanensis
Opius tulcanensis är en stekelart som beskrevs av Fischer 1969. Opius tulcanensis ingår i släktet Opius och familjen bracksteklar. Inga underarter finns listade i Catalogue of Life.